# オールウェイズ (1925年の曲)
「オールウェイズ」（英語: “Always”）は、アメリカ合衆国の作詞家兼作曲家アーヴィング・バーリンによる1925年の作品。フランク・シナトラが歌ったことでも知られる。

## 経緯
当初はマルクス兄弟のブロードウェイ・ミュージカル『ココナッツ』で使用することが予定されたが、取りやめになった。アーヴィング・バーリンは妻のエリン・マッケイに自分の気持ちを込めたこの愛の歌を贈り、曲の大ヒットで多額の印税を得ることになった。

## 主なレコーディング
- ヘンリー・バー（英語版）：1926年2月10日にリリース（Victor 19959）[2]
- ニック・ルーカス（英語版）：1926年2月13日にリリース（Brunswick 3088）[3]
- ジョージ・オルセン（英語版）のミュージック：1926年2月16日にリリース（Victor 19955）[4]
- ディアナ・ダービン：1944年12月15日にリリース（Decca 23397）
- ガイ・ロンバルド（英語版）のロイヤルカナディアンズ：1947年1月3日にリリース（Decca 23817）
- フランク・シナトラ：1947年1月9日にリリース（Columbia 38686）[5]
- ペギー・リー：1974年11月17日にリリース（Atlantic 3915）

比較的最近では、2012年に発売されたポール・マッカートニーのアルバム『キス・オン・ザ・ボトム』にカバー曲の1つとして収録されている。

## この曲を使用した主な映画やテレビ
1942年の映画『打撃王』ではムーンテラス・ナイトクラブでレイ・ノーブルのオーケストラがダンス・ミュージックとしてこの曲を演奏し、ベティ・エイヴリーが歌い、ゲイリー・クーパーとテレサ・ライトやその他のカップルが音楽に合わせて踊った。また、別のシーンでクーパーは口笛で曲を吹いた。背景の曲として何度も流れ、エンドクレジットが表示される間も流れた。
この他の映画では、1944年の『クリスマスの休暇』でディアナ・ダービンが歌い、1945年にノエル・カワードが製作した『陽気な幽霊』でも使用された。
「ダイアナ・ロス&スプリームス」はアーヴィング・バーリンの80歳の誕生日を祝うために1968年にテレビのバラエティ番組『エド・サリヴァン・ショー』で歌った。リンダ・カーターのテレビスペシャルはいつも彼女のお気に入りのこの曲で幕を閉じた。また、2004年に放映されたテレビシリーズ『デッド・ライク・ミー』でマンディ・パティンキン演じるルーブが彼の娘のために歌った。